# Shannon Lucio
Shannon Lucio (Denver, 25 giugno 1980) è un'attrice statunitense.
È nota soprattutto per aver interpretato il ruolo di Lindsay Gardner nella serie tv The O.C.. Ha preso parte all'ultimo episodio della quinta stagione di Grey's Anatomy, al primo della sesta stagione ed in seguito alla quarta stagione di Prison Break.

## Filmografia parziale

### Cinema
- Starkweather, regia di Byron Werner (2004)
- Graduation, regia di Mike Mayer (2007)
- Feast of Love, regia di Robert Benton (2007)
- Un segreto tra di noi (Fireflies in the Garden), regia di Dennis Lee (2008)
- Say Goodnight, regia di David VonAllmen (2008)
- Satellite of Love, regia di Will James Moore (2012)
- This Thing with Sarah, regia di Michael Doneger (2013)
- The Perfect Guy, regia di David M. Rosenthal (2015)
- Adam, regia di Michael Uppendahl (2020)

### Televisione
- E.R. - Medici in prima linea (ER) – serie TV, episodio 10x09 (2003)
- NYPD - New York Police Department (NYPD Blue) – serie TV, episodio 11x12 (2004)
- The Division – serie TV, episodio 4x10 (2004)
- CSI: Miami – serie TV, episodio 2x24 (2004)
- The O.C. – serie TV, 12 episodi (2004-2005)
- Moonlight – serie TV, episodio 1x00 (2007)
- Prison Break – serie TV, 11 episodi (2008)
- Criminal Minds – serie TV, episodio 4x19 (2009)
- Grey's Anatomy – serie TV, episodi 5x24-6x01-6x02 (2009)
- The Gates - Dietro il cancello (The Gates) – serie TV, 5 episodi (2010)
- Law & Order: LA – serie TV, episodio 1x04 (2010)
- True Blood – serie TV, 5 episodi (2010, 2014)
- The Chicago Code – serie TV, episodi 1x10-1x12-1x13 (2011)
- Daybreak – serie TV, episodi 1x03-1x04-1x05 (2012)
- Castle – serie TV, episodio 5x02 (2012)
- C'era una volta (Once Upon a Time) – serie TV, episodio 2x14 (2013)
- Supernatural – serie TV, episodio 9x03 (2013)
- Agents of S.H.I.E.L.D. – serie TV, episodi 1x01-1x05 (2013)
- CSI - Scena del crimine (CSI: Crime Scene Investigation) – serie TV, episodio 14x06 (2013)
- Bosch – serie TV, episodio 1x09 (2016)
- The Night Shift – serie TV, episodio 2x04 (2015)
- NCIS - Unità anticrimine (NCIS) – serie TV, episodio 13x17 (2016)
- Rosewood – serie TV, episodio 1x15 (2016)
- Radici (Roots) – miniserie TV, puntate 02-03 (2016)
- Longmire – serie TV, episodio 5x04 (2016)
- American Horror Story – serie TV, episodi 6x06-6x09 (2016)
- Shameless – serie TV, episodio 9x05 (2018)
- Dynasty – serie TV, episodio 2x02 (2018)
- The Right Stuff - Uomini veri (The Right Stuff) – serie TV, 8 episodi (2020)

## Doppiatrici italiane
Nelle versioni in italiano delle opere in cui ha recitato, Shannon Lucio è stata doppiata da:
- Perla Liberatori in Prison Break, The O.C., Castle
- Valentina Mari in Supernatural, Grey's Anatomy
- Domitilla D'Amico in CSI: Miami
- Chiara Gioncardi in Criminal Minds
- Guendalina Ward in C'era una volta
- Gemma Donati in Agents of S.H.I.E.L.D.
- Benedetta Degli Innocenti in True Blood
- Laura Facchin in Un segreto tra di noi
- Emanuela Ionica in NCIS - Unità anticrimine
- Selvaggia Quattrini in Radici
- Eleonora Reti in Dynasty
- Valentina Perrella in Adam